# Hydropsyche fukienensis
Hydropsyche fukienensis là một loài Trichoptera trong họ Hydropsychidae. Loài này có ở miền Ấn Độ - Mã Lai và miền Cổ bắc.